# کامران بدرخان
کاموران آلی بیدران ( کردی : Kamiran Alî Bedirxan ,کامەران عالی بەدرخان ,  متولد 21 اوت 1895 در استانبول , امپراتوری عثمانی ; درگذشته 6 دسامبر 1978 در پاریس ) سیاستمدار، وکیل و نویسنده کرد بود.

## زندگینامه

### اوایل زندگی

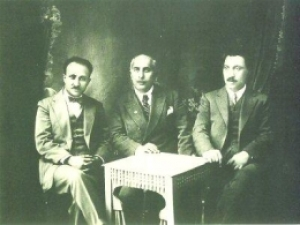
برادران بدرخان از راست: جلادت (1895-1951) ، ثریا (1883-1938) کامران (1895-1978)

کامران علی بدرخان در ۱۸۹۵ در استانبول در  خانواده بدرخان که یک خانواده اشرافی کرد بود به دنیا آمد پدربزرگش بدرخان بیگ آخرین امارت بوتان بود پدرش امین علی بدرخان از روشفنکران و رهبران برجسته کرد در اوایل قرن بیستم بود 

### حرفه سیاسی
در سال 1918 مانند سایر اعضای خانواده خود به عضویت انجمن ظهور کردستان  درآمد. در سال 1919، کاموران و برادرش جلادت بدرخان، افسر انگلیسی ادوارد نوئل را در سفرهایش از طریق عراق همراهی کردند. نوئل در حال ارزیابی امکان ایجاد یک ملت رسمی کردستان بود . 
بدرخان از مخالفان جنبش استقلال طلب آتاتورک بود و به دستور دولت بریتانیا در استانبول به کنگره برنامه ریزی شده در سال 1919 در سیواس برود و مصطفی کمال آتاتورک را دستگیر کند. او با چند نفر از جمله برادرش، فرماندار هارپوت و افسر انگلیسی ادوارد نوئل به راه افتاد ، اما پروژه شکست خورد.
کاموران از مخالفان کمالیسم بود و زمانی که جمهوری ترکیه در سال 1923 اعلام شد، کشور را به آلمان ترک کرده بود.  او با بستگانش در مونیخ زندگی می‌کرد و در آنجا در دانشگاه لودویگ ماکسیمیلیانس حقوق خواند و پس از ادامه تحصیل در دانشگاه لایپزیگ که از آنجا نیز فارغ‌التحصیل شد.  در سال 1927 در سوریه اقامت گزید و به عنوان وکیل در بیروت مشغول به کار شد .  او همچنین به سازمان خویبون پیوست و به برادرش در انتشار روزنامه کردی هاوار کمک کرد . در دهه سی در برلین ماند و با کارل هادانک ایرانی آشنا شد. او از سال 1942 تا 1946  کردی در رادیو لوانت بیروت اجرا کرد .  بین سالهای 1943 و 1946 کاموران همچنین مجله کردی و فرانسوی روژا نو (en: New Day) را در بیروت منتشر کرد. سالهای بعد در آلمان و فرانسه زندگی کرد. پس از استقلال سوریه در سال 1946، او کار خود را در رادیو شام از دست داد و نتوانست راهی برای نفوذ در سیاست محلی بیابد.  بنابراین، او به پاریس نقل مکان کرد  جایی که در سال 1948 در موسسه ملی زبان و تمدن شرقی (INALCO) مدرس شد. 
از سال 1960 او سخنگوی اروپای کردهای عراق به رهبری مصطفی بارزانی شد . او ارتباطات مهمی بین کردها و اسرائیل برقرار کرد.  اسرائیل کردها را وسیله مناسبی برای تضعیف نظامی عراق و بستن ارتش عراق در شمال عراق می دانست. در سال 1962 در برلین غربی با احسان نوری آشنا شد .  در سال 1970 بازنشسته شد.
کاموران در سال 1978 درگذشت. او پس از مرگ به عنوان یکی از بنیانگذاران موسسه کردی پاریس منصوب شد . آثار او در مؤسسه نگهداری میشود